# Gianluca Libertucci
Gianluca Libertucci (Roma, 5 marzo 1967) è un organista italiano.
È organista nella basilica di San Pietro in Vaticano per la Venerabile Cappella Musicale "Giulia", della Cappella dei Santi Martino e Sebastiano della Guardia Svizzera Pontificia, delle Udienze Generali del Papa e della chiesa di Santa Maria dell'Orto in Trastevere.

## Biografia
Libertucci ha compiuto gli studi musicali presso il Conservatorio Santa Cecilia di Roma, diplomandosi in Organo sotto la guida di Luigi Celeghin, e perfezionandosi successivamente con Christopher Stembridge, Ludger Lohmann, Michael Radulescu.
È stato cantore della Cappella Musicale Pontificia Sistina dal 1978 al 1981 sotto la direzione di Domenico Bartolucci.
Dal 1994 al 2001 ha insegnato presso il Conservatorio "V. Bellini" di Catania, quindi fino al 2012 è stato docente di organo e composizione organistica al Conservatorio Agostino Steffani di Castelfranco Veneto, mentre dal 2008 detiene la cattedra di "forme musicali polifoniche" nell'ambito del corso di Laurea specialistica in Musica Sacra presso lo stesso conservatorio. Dal 2012 al 2022 ha ricoperto la cattedra di organo e composizione organistica presso il Conservatorio Benedetto Marcello di Venezia. Dal novembre 2022 è titolare della cattedra di Organo presso il Conservatorio Licinio Refice di Frosinone. 
Dal 1991 ricopre la carica di organista nella basilica di San Pietro per il Vicariato della Città del Vaticano, di organista sostituto per le Celebrazioni liturgiche del papa e, dal 2008, di organista delle Udienze Generali del Papa.
Inoltre, dal 2012, è stato insignito della cittadinanza onoraria del Comune di Latera, e da quello stesso anno è stato nominato anche organista ufficiale della Chiesa Collegiata di San Clemente I P.M. di Latera.

## Attività
Nel dicembre 2002 ha partecipato al concerto inaugurale del nuovo organo della Cappella Sistina e nel maggio 2007 ha inaugurato il nuovo organo della Cappella del Governatorato della Città del Vaticano alla presenza di S.S. Benedetto XVI. Collabora come organista con l'Accademia Nazionale Santa Cecilia e con il Teatro dell'Opera di Roma.
Nel 2008 è stato presidente della commissione del Concorso Internazionale di Organo “Soli Deo Gloria” tenutosi nella Cattedrale Cattolica di Mosca.
Membro di commissioni di progettazione di organi moderni e di restauro di organi antichi, ha progettato il nuovo grande organo, costruito nel 2001, per l'auditorium dell'Istituto Musicale Vincenzo Bellini di Catania. È stato componente e coordinatore della commissione tecnica per il restauro dell'organo a cinque tastiere e tre consolle costruito nel XVIII secolo da Donato Del Piano per l'Abbazia Benedettina di San Nicolò l’Arena in Catania. Ha inoltre diretto i lavori di restauro di tutti gli organi della Basilica di San Pietro.

## Discografia
- 2004 - Coronas Annum Benignitate. Composizioni organistiche per l'Anno Liturgico, LEV - Roma
- 2007 -  Deus Caritas Est, Multimedia San Paolo - Roma